# Теннис на Юго-Восточных Азиатских играх 2011

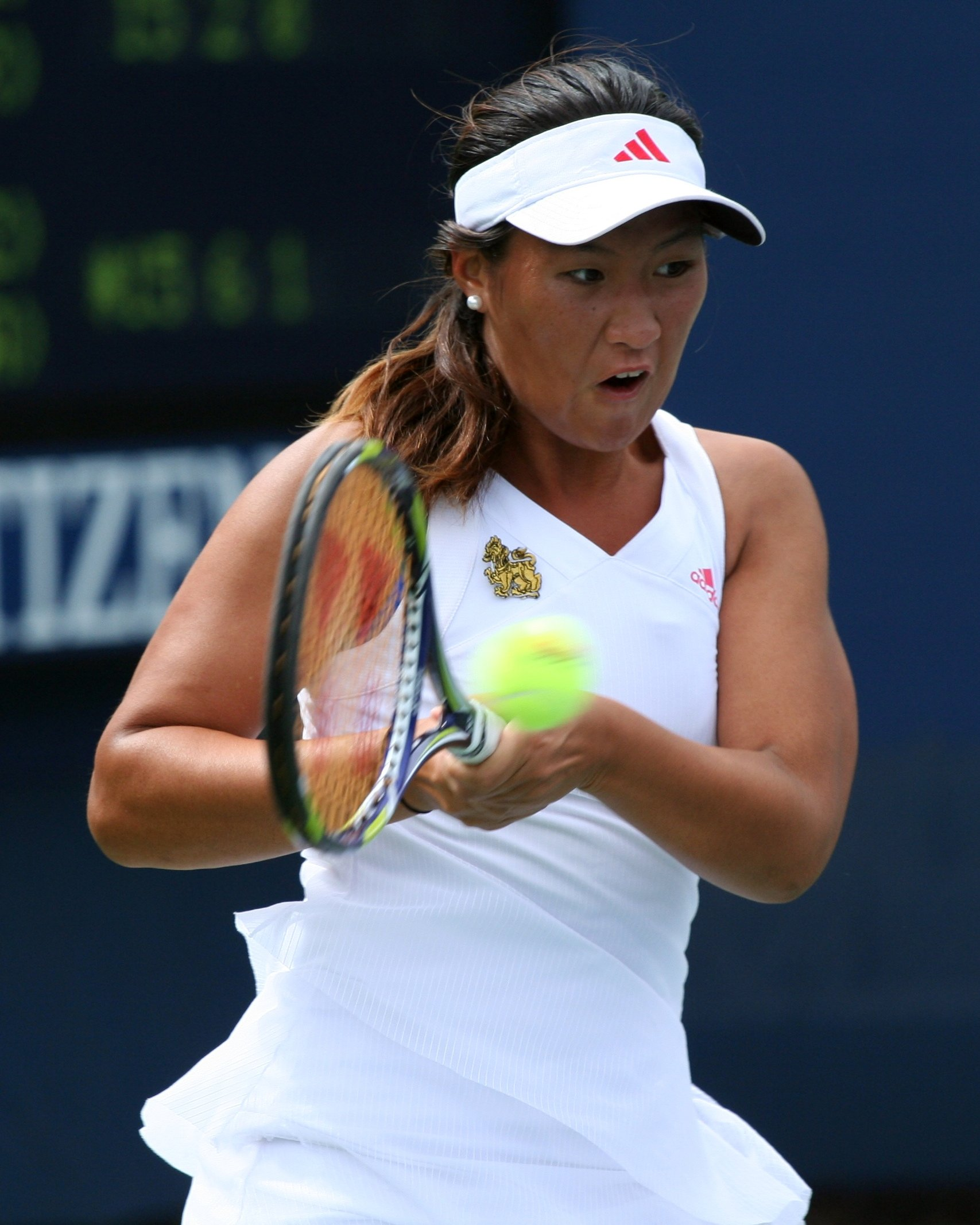
Ноппаван Летчивакан — 2-кратная чемпионка теннисного турнира в составе сборной Таиланда.

Соревнования по теннису на XVI Юго-Восточных Азиатских играх прошли с 13 по 21 ноября 2011 года на кортах Jakabaring Sport City в Палембанге, Индонезия, выявив обладателей 7 комплектов наград.

## Общая информация
Теннисные соревнования среди лучших теннисисток региона в очередной раз принимала Индонезия.
Организаторы собрали почти всех сильнейших теннисистов Юго-Восточной Азии того периода. На соревнование не удалось привлечь лишь одну из сильнейших теннисисток Таиланда того периода — Тамарин Танасугарн, которая предпочла в этот период сделать паузу в играх. В отсутствии своего лидера тайки уступили одиночный титул.

## Обзор
Одиночный турнир среди мужчин покорился индонезийцу Кристоферу Рунгкату. Некогда талантливый юниор смог за четырёхкруговой турнир проиграть соперникам лишь сет. В финале им была обыграна первая ракетка турнира — таец Данай Удомчоке, а в полуфинале он в трудной борьбе в трёх сетах сломил сопротивление экс-игрока Top100 одиночного рейтинга Сесила Мамита. Филиппинец также стал единственным несеянным игроком в полуфинале турнира, заняв место ещё одного тайца — Киттипонга Вачирамановонга, переиграв его в четвертьфинале.
Одиночный турнир среди женщин также покорился хозяевам: Аю-Фани Дамаянти переиграла в золотом матче тайку Ноппаван Летчивакан.
Первые сеынные дуэты мужского парного турнира не оправдали свой статус — и братья Ративатана и пара Удомчоке/Вачирамановонг проиграли на ранних стадиях, однако если Сончат и Санчай уступили уже на старте, то Данай и Киттипонг прошли круг и получили бронзовые медали. Титул же разыграли индонезийцы и филиппинцы. Более известная пара Трет Конрад Хьюи / Сесил Мамит не смогла победить и отдала хозяевам третью золотую медаль.
Представители Таиланда отыгрались в женском парном разряде, разыграв национальный финал. Хозяева, имевшие в этом турнире две сеянные пары, завоевали лишь одну медаль: их вторая пара уступила на старте соревнования дуэту из Вьетнама.
В турнире смешанных пар завоевал свою золотую медаль Трет Конрад Хьюи. Вместе с Денис Ди он начал соревнование без посева и, переиграв три сеянные пары, стал победителем турнира. В полуфинале и финале ему удалось обыграть обе индонезийские пары, а в четвертьфинале — лидеров посева из Таиланда.
Мужской командный титул достался индонезийцам, переигравшим в золотом матче команду Филиппин, завоевав решающее очко в парной встрече. Сборная Таиланда, получив первый номер посева и гарантированную медаль не смогла выиграть ни одной матчевой встречи. За мужчин отыгрались женщины, начавшие турнир с таких же позиций, но смогшие выиграть сначала полуфинальный, а затем и титульный матч. И в этом турнире состоялся матч Индонезия — Филиппины, но здесь его победитель получил лишь возможность сыграть в финале.

## Медали

### Медалисты

#### Одиночные турниры
| Категория | Золото                  | Серебро                   | Бронза                        |
| Мужчины   | Кристофер Рунгкат (INA) | Данай Удомчоке (THA)      | Элберт Се (INA)               |
| Мужчины   | Кристофер Рунгкат (INA) | Данай Удомчоке (THA)      | Сесил Мамит (PHI)             |
| Женщины   | Аю-Фани Дамаянти (INA)  | Ноппаван Летчивакан (THA) | Анна Клариса Патримонио (PHI) |
| Женщины   | Аю-Фани Дамаянти (INA)  | Ноппаван Летчивакан (THA) | Нича Летпитаксинчай (THA)     |

#### Парные турниры
| Категория | Золото                                             | Серебро                                             | Бронза                                              |
| Мужчины   | Кристофер Рунгкат (INA) Эльберт Се (INA)           | Трет Конрад Хьюи (PHI) Сесил Мамит (PHI)            | До Минь Куан (VIE) Нго Хуанг Хюи (VIE)              |
| Мужчины   | Кристофер Рунгкат (INA) Эльберт Се (INA)           | Трет Конрад Хьюи (PHI) Сесил Мамит (PHI)            | Данай Удомчоке (THA) Киттипонг Вачирамановонг (THA) |
| Женщины   | Ноппаван Летчивакан (THA) Нунгнадда Ваннасук (THA) | Нича Летпитаксинчай (THA) Варатчая Вонгтинчай (THA) | Аю-Фани Дамаянти (INA) Джесси Ромпис (INA)          |
| Женщины   | Ноппаван Летчивакан (THA) Нунгнадда Ваннасук (THA) | Нича Летпитаксинчай (THA) Варатчая Вонгтинчай (THA) | Чанг Хюинь Фуонг Дай (VIE) Чан Тхи Там Хао (VIE)    |
| Микст     | Денис Ди (PHI) Трет Конрад Хьюи (PHI)              | Джесси Ромпис (INA) Кристофер Рунгкат (INA)         | Грейс Сари Исидора (INA) Адитья Хари Сасонгко (INA) |
| Микст     | Денис Ди (PHI) Трет Конрад Хьюи (PHI)              | Джесси Ромпис (INA) Кристофер Рунгкат (INA)         | Нунгнадда Ваннасук (THA) Санчай Ративатана (THA)    |

#### Командные турниры
| Категория | Золото                                                         | Серебро                                           | Бронза                                                                |
| Мужчины   | Индонезия · Рунгкат · Се · Сасонгко · Сусанто                  | Филиппины · Мамит · Петромбон · Хьюи              | Таиланд · Удомчоке · Вачирамановонг · Са. Ративатана · Со. Ративатана |
| Мужчины   | Индонезия · Рунгкат · Се · Сасонгко · Сусанто                  | Филиппины · Мамит · Петромбон · Хьюи              | Камбоджа · Самбат · Бун · Самнинг                                     |
| Женщины   | Таиланд · Летчивакан · Ваннасук · Лертпитаксинчай · Вонгтинчай | Индонезия · Дамаянти · Тананта · Исидора · Ромпис | Вьетнам · Ань · Дай · Бинь                                            |
| Женщины   | Таиланд · Летчивакан · Ваннасук · Лертпитаксинчай · Вонгтинчай | Индонезия · Дамаянти · Тананта · Исидора · Ромпис | Филиппины · Патримонио · Ди · Кападосия                               |

### Общий зачёт
| Общее количество медалей |           |        |         |        |       |
| Место                    | Страна    | Золото | Серебро | Бронза | Всего |
| 1                        | Индонезия | 4      | 2       | 3      | 9     |
| 2                        | Таиланд   | 2      | 3       | 4      | 9     |
| 3                        | Филиппины | 1      | 2       | 3      | 6     |
| 4                        | Вьетнам   | 0      | 0       | 3      | 3     |
| 5                        | Камбоджа  | 0      | 0       | 1      | 1     |
| Всего                    | Всего     | 7      | 7       | 14     | 28    |

## Ссылка
- Страница теннисного турнира на сайте игр (англ.)